# Calçada dels Morts

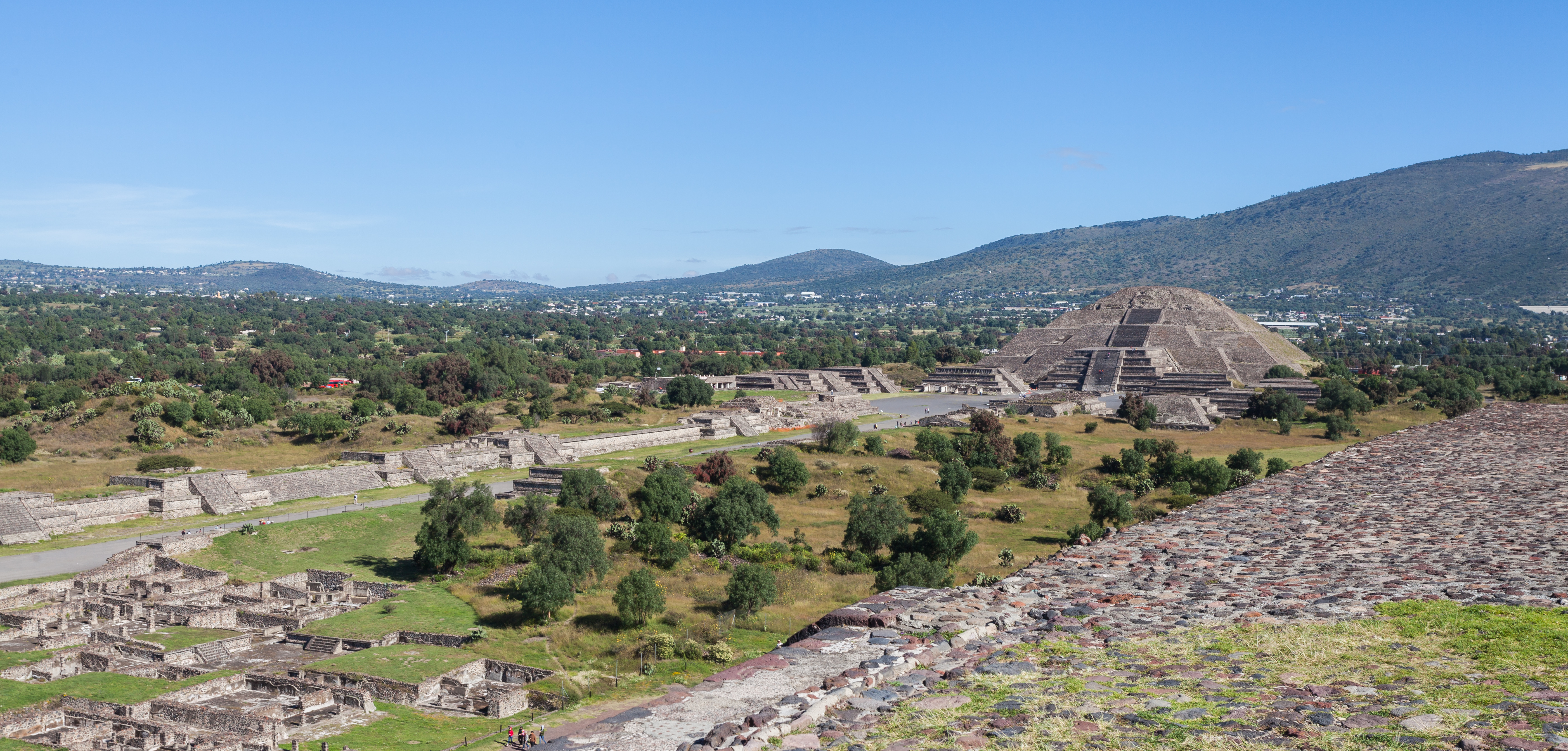
Calçada dels Morts de Teotihuacan

La Calçada dels Morts de Teotihuacan anomenada pels asteques "miccaotli": "camí dels morts", quan van pensar que els monticles situats a la seva vora eren tombes.
La Calçada dels Morts és l'eix principal de la ciutat de Teotihuacan. Tés uns 40 metres d'amplada, direcció sud-nord amb una orientació 15° 25' cap a l'est, respecte el nord astronòmic. El seu límit nord es troba a la Plaça de la Lluna i el seu extrem sud que es perllonga més enllà de la Ciutadella, encara no ha estat explorat. S'estima una longitud superior als 4 km.
El riu San Juan va ser desviat perquè la travessés perpendicularment -hi ha un pont- dividint la ciutat en quatre quadrants, conformant una superfície adaptada al paisatge i les elevacions que l'envolten -Cerro Gordo, Serra de Patlachique- sobre la qual es van traçar carrers i es van aixecar palaus o temples, dedicats a les diferents activitats politicoadministratives i cívico-religioses de l'Estat teotihuacà, així com complexos residencials que van estar ocupats per les altes jerarquies socials, conformades principalment per sacerdots.
Al llarg de la Calçada es troben les construccions més importants de Teotihuacan, entre elles, les dues grans piràmides -del Sol i la Lluna-; el Conjunt de Quetzalpapálotl, amb el seu Palau, el Pati dels Jaguars i la Subestructura dels Cargols Emplomallats; La Ciutadella, amb el Temple de Quetzalcóatl; i el Complex del Carrer dels Morts compost per: Edificis Superposats, Grup Viking i els conjunts Plaça Oest i Plaça Est.